# Шахтёрское (Луганская область)
Шахтёрское (укр. Шахтарське, встречается вариант Шахтёрский) — посёлок, относится к Свердловскому городскому совету Луганской области Украины.

## Географическое положение
Соседние населённые пункты: посёлки Ленинское на севере, Новодарьевка на северо-западе, Дзержинский на западе, Киселёво и сёла Антракоп, Берёзовка на юго-западе, Матвеевка, Рытиково на юге, Уткино, Кондрючее и посёлок Калининский на юго-востоке, город Свердловск на востоке.

## История
Президиум Верховного Совета УССР номером акта 3574-XI от 16.02.1987 года постановил присвоить построенному посёлку — поселению шахтоуправления «Харьковское» и шахты «Наклонная» — наименование посёлок Шахтёрский.
В январе 1989 года численность населения составляла 5480 человек.
По переписи 2001 года население составляло 4149 человек.
На 1 января 2013 года численность населения составляла 3611 человек.
С весны 2014 года — в составе Луганской Народной Республики.

## Местный совет
94853, Луганская обл., Свердловский городской совет, пгт. Шахтерское, ул. Московская, 5